# Конрад VI фон Бикенбах
Конрад VI фон Бикенбах (на немски: Konrad VI von Bickenbach; * пр. 1357, Бикенбах; † 2 април 1429, Хоенберг) е господар на Бикенбах и Хоенберг и бургграф на Милтенберг в Бавария.

## Произход
Той е син на Конрад IV фон Бикенбах 'Стари' († 1374) и съпругата му Кристина фон Хоенберг († сл. 1357/пр. 1365), дъщеря на Дитрих фон Хоенберг и Елизабет фон Кастел. Внук е на Конрад III фон Бикенбах († 1354). Брат е на Дитрих I фон Бикенбах, господар на Хоенберг († 1403) и на Дитрих 'Млади' фон Бикенбах († 1374).

## Фамилия
Първи брак: между 1381 и 8 юли 1383 г. с Маргарета фон Ербах († 19 август 1396), вдовица на шенк Конрад V фон Ербах-Ербах († 1381), дъщеря на шенк Конрад IV фон Ербах († 1390) и Анна фон Бруке († 1370). Бракът е бездетен.
Втори брак: сл. 1 август 1396 г. с Юта фон Рункел († сл. 1418), дъщеря на Дитрих III фон Рункел († 1403) и Юта фон Сайн († сл. 1421). Те имат децата:
- Анна фон Бикенбах († 28 април 1451), омъжена за шенк Конрад VIII фон Ербах-Ербах († 5 юни 1464)
- Конрад VII фон Бикенбах (* пр. 1419; † 10 януари 1483), господар на Хоенберг, женен пр. 6 март 1451 г. за графиня Агнес фон Насау-Висбаден († 13 юни 1485), дъщеря на Адолф II фон Насау-Висбаден
- Юта фон Бикенбах († 1462), канонеса в Торн
- Маргарета фон Бикенбах († 1485), канонеса в Торн ан дер Маас
- Ева фон Бикенбах (* ок. 1406; † сл. 29 октомври 1481), омъжена ок. 1427 г. в Бикенбах за трухшес Георг I фон Валдбург-Цайл († 10 март 1467), син на Йохан II фон Валдбург
- Хайнрика фон Бикенбах († пр. 1473)